# پرستون- پاتر هالو (نیویورک)
پرستون- پاتر هالو (به انگلیسی: Preston-Potter Hollow) یک منطقهٔ مسکونی در ایالات متحده آمریکا است که در شهرستان آلبانی، نیویورک واقع شده‌است. پرستون- پاتر هالو ۲۶٫۲ کیلومتر مربع مساحت و ۳۶۶ نفر جمعیت دارد.